# بخش مرکزی شهرستان سرعین
بخش مرکزی شهرستان سرعین یکی از بخش‌های تابعه شهرستان سرعین در استان اردبیل  کشور ایران است.

## تقسیمات کشوری
- بخش مرکزی شهرستان سرعین
  - دهستان آبگرم
  - دهستان آلوارس
  - شهرها: سرعین

## جمعیت
بنابر سرشماری مرکز آمار ایران، جمعیت بخش مرکزی شهرستان سرعین در سال ۱۳۸۵ برابر با ۱۷۳۱۸ نفر بوده‌است.